# Форт Саган
«Форт Сага́н» (фр. Fort Saganne) — французский художественный фильм, снятый в 1984 году режиссёром Аленом Корно по сюжету одноимённого романа Луи Гарделя. Показан вне конкурса на Каннском кинофестивале 1984 года. На момент окончания съёмок — самый дорогостоящий фильм французского кинематографа.

## Сюжет

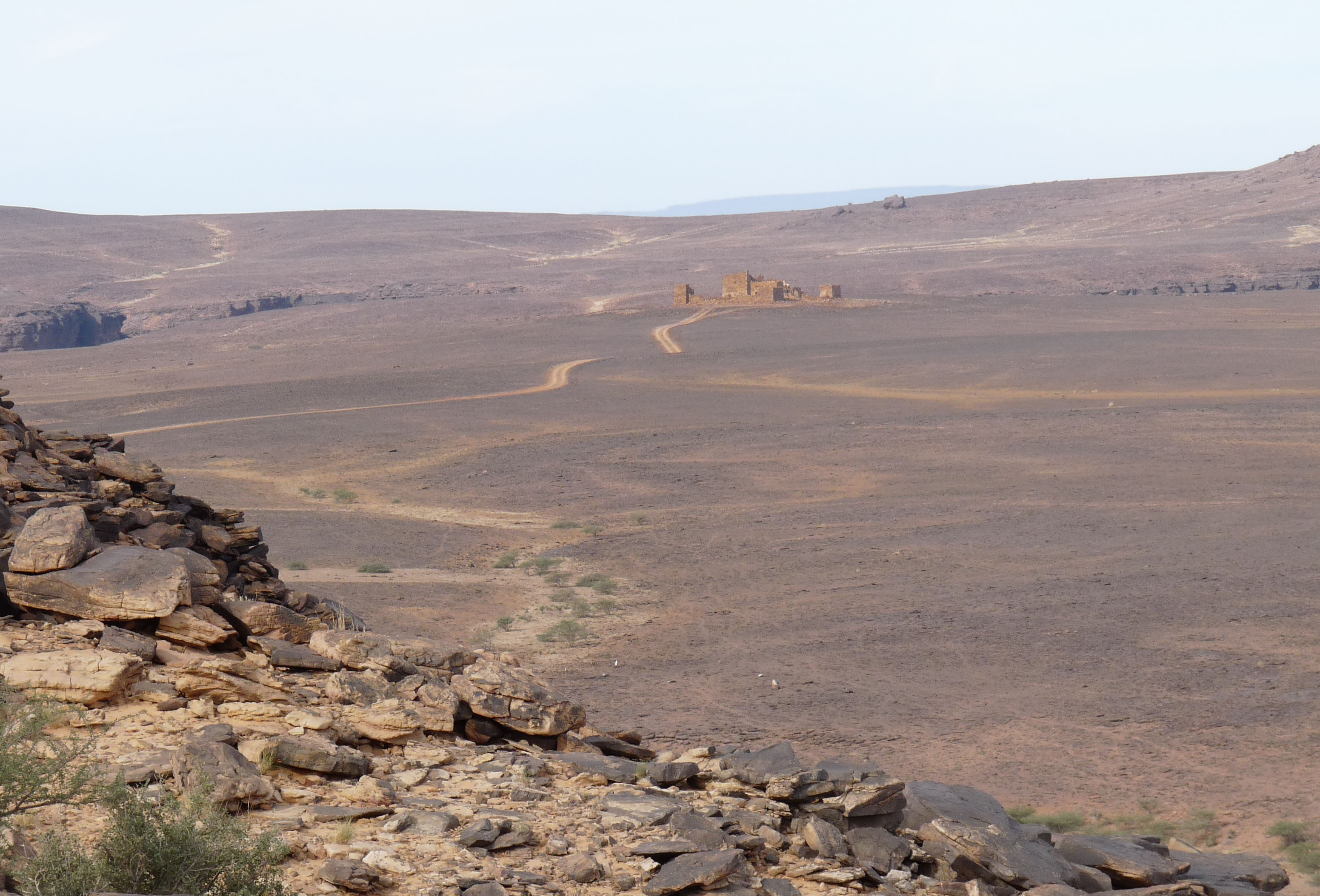
Форт Саган, построенный в Адраре, Мавритания, специально для съёмок фильма

Лейтенант Шарль Саган, выходец из крестьянской семьи, отправляется служить в Алжир в надежде сделать карьеру и добиться славы. Прибыв на место службы, Саган погружается в гарнизонный быт и неспешный ритм жизни местного общества. В рослого лейтенанта влюбляется Мадлен де Сент-Илет — дочь одного из местных французов. Вскоре Сагана отправляют с экспедицией в пустыню.
Французский отряд направлен в пустыню ради усмирения местных племён, пожелавших выступить против французского господства в этой части Сахары. Саган, завязавший случайное знакомство с вождём одного из племён, вскоре направляется на поиски этого племени, внезапно снявшегося с кочевья и ушедшего дальше в пустыню.
Отряд Сагана, состоящий из алжирских стрелков и нескольких белых офицеров, преодолевая трудности, идёт по пустыне. Страдающие от жары люди из последних сил ищут пропавшее племя и, наконец, находят его попавшим в засаду. Среди тел павших Саган обаруживает ещё живого вождя, сумевшего самостоятельно зашить раны на груди, но не успевшего перевязать сильно повреждённую ногу. Саган своими руками ампутирует ногу и спасает вождю жизнь.
Гибель племени наводит страх на оставшиеся племена и они возвращаются под протекцию Франции. Саган, вернувшийся в гарнизон, обретает славу героя. Полковник Дюбрель, понимающий, что мир с туземцами хрупок, желает нанести упреждающий удар по главарю мятежников, однако не может это осуществить без санкции из Парижа. Сагана отправляют в Париж за разрешением. Парижская публика тепло встречает героя, однако дипломаты отказывают Сагану, мотивируя отказ близостью войны с Германией.
В Париже Саган заводит роман с известной писательницей, однако они расстаются после того, как она узнаёт о поведении Сагана в отношении невесты его младшего брата.
Саган возвращается в Алжир и вскоре с честью выдерживает атаку туземцев, решившихся выбить французов. Позднее лейтенант просит руки Мадлен де Сент-Илет и женится на ней.
Счастливая пара уезжает во Францию и поселяется в доме, который Саган мечтал купить ещё мальчишкой. Там их застаёт известие о начале Первой мировой войны.
Алжирцев, которыми командовал Саган, перебрасывают во Францию, где на них обрушиваются все тяготы окопной войны. Люди, прошедшие вместе с Саганом все трудности службы в пустыне, гибнут в самоубийственных атаках на германские позиции. Вскоре пули настигают и самого Сагана… Тяжелораненый, он попадает в плен и умирает в немецком госпитале.
После окончания войны вдова Сагана и его маленький сын прибывают в форт, где некогда служил лейтенант. Бывший командир Сагана проводит церемонию наречения форта именем погибшего героя. Туземный вождь, некогда спасённый Саганом, наблюдает за церемонией, после чего дарит младшему Сагану верблюда и седло, отдавая дань уважения погибшему отцу мальчика.

## В ролях
- Жерар Депардьё — Шарль Саган
- Филипп Нуаре — Дюбрель
- Катрин Денёв — Луиза
- Софи Марсо — Мадлен де Сент-Илет
- Мишель Дюшоссуа — Бакюлар
- Ипполит Жирардо

## Съёмочная группа
- Режиссёр — Ален Корно
- Сценаристы — Ален Корно, Анри де Туренн, Луи Гардель, Луиза Гардель, Бернар Гордон, Филипп Йордан
- Продюсер — Самюэль Бронстон
- Композитор — Филипп Сард
- Оператор — Брюно Нюиттен
- Монтаж — Тьерри Дероклес, Роберт Лоуренс
- Костюмы — Веньеро Солазанти, Розин Деламар, Коринн Жорри

## Награды, номинации
- 1985 — номинация на премию «Сезар» за лучшие костюмы (Розин Деламар  и Коринн Жорри)